# Corts (Òlt)
Corts (en francès Cours) és un antic municipi francès, situat al departament de l'Òlt i a la regió d'Occitània.
El municipi tenia Corts com a capital administrativa, i també comptava amb els agregats de la Devesa, la Boissièira, lo Puèg, Martin, Bauilut, lo Puèg de Laur, Gironda, Sent Miquèl de Corts i lo Combelh dels Peirons.
El 2017 es va fusionar amb els municipis veïns de la Ròca dels Arcs i Valrofièr per a formar el municipi de la Ròca, Valrofièr e Corts.

## Demografia
| 1962                                       | 1968 | 1975 | 1982 | 1990 | 1999 | 2007 |
| ------------------------------------------ | ---- | ---- | ---- | ---- | ---- | ---- |
| 147                                        | 158  | 140  | 166  | 214  | 233  | 256  |
| Des de 1962: població sense dobles comptes |      |      |      |      |      |      |

## Administració
| Període | Identitat           | Partit |
| ------- | ------------------- | ------ |
| 2001-   | Jean-Pierre Molesin |        |